# Jerzy Dobrzycki (historyk nauki)
| Odkryte planetoidy: 1 | Odkryte planetoidy: 1 |
| --------------------- | --------------------- |
| (1572) Posnania       | 22 września 1949      |
| 1.                    |                       |

Jerzy Dobrzycki (ur. 8 kwietnia 1927, zm. 1 lutego 2004) – polski historyk nauki, specjalizował się w dziejach astronomii, profesor w Instytucie Historii Nauki PAN.

## Informacje ogólne
Był jednym z jego twórców i pierwszym z wyboru dyrektorem (w latach 1989–1995). Od 1983 roku aktywnie działał w Towarzystwie Naukowym Warszawskim (w latach 1992–1995 jako sekretarz generalny, po 1995 roku jako sekretarz Wydziału III i członek Komisji Rewizyjnej). Był pochodzącym z wyboru członkiem Międzynarodowej Akademii Historii Nauki (Académie Internationale d’Histoire des Sciences), Międzynarodowej Unii Historii i Filozofii Nauki (International Union of the History and Philosophy of Science) oraz Międzynarodowej Unii Astronomicznej (International Astronomical Union). Jako członek komitetów redakcyjnych „Studi Galileani” (Castel Gandolfo) i „Journal for the History of Astronomy” (Cambridge) przyczynił się do trwałej obecności polskich badań z zakresu historii nauki w kręgu zachodnioeuropejskim. Przez wiele lat (1976-1997) wykładał historię nauki w Instytucie Bibliotekoznawstwa i Informacji Naukowej na Wydziale Historycznym Uniwersytetu Warszawskiego. Był członkiem licznych komitetów naukowych: Komitetu Historii Nauki i Techniki, Komisji Neolatynistycznej Komitetu Nauk o Kulturze Antycznej, następnie Komitetu Nauk o Kulturze PAN, Komitetu Astronomii, a także rad naukowych: Instytutu Historii Nauki, Archiwum i Muzeum Ziemi PAN. W czerwcu 1968 roku wszedł w skład Komitetu Przygotowawczego obchodów 500 rocznicy urodzin Mikołaja Kopernika.
Wśród licznych wyróżnień i nagród profesor otrzymał m.in.: nagrodę Ministra Szkolnictwa Wyższego (1953), Krzyż Komandorski Orderu Odrodzenia Polski (2003), Krzyż Kawalerski Orderu Odrodzenia Polski (1983), Medal 25-lecia PAN (1985) i Odznakę honorową „Za zasługi dla archiwistyki” (1995).

## Życiorys
Urodził się w Poznaniu w rodzinie inteligenckiej. Ojciec Stanisław Dobrzycki był filologiem i historykiem literatury polskiej. Po śmierci Stanisława (15 lipca 1931 r.) jego żona, Marcjanna Dobrzycka z domu Świerczewska, samodzielnie wychowywała szóstkę dzieci. Wszystkie wybrały później drogę naukową.
Rodzeństwo:
- Stanisław junior, urodzony we Fryburgu w 1905 roku, został matematykiem i profesorem Politechniki w Lublinie.
- Maria (ur. 1906), romanistka, była tłumaczem (przede wszystkim prac z zakresu historii sztuki)
- Irena (ur. 1909) została profesorem anglistyki w Uniwersytecie Poznańskim, a następnie dziekanem anglistyki na Uniwersytecie Warszawskim
- Jan (ur. 1917), prof. chemii specjalizujący się w cukrownictwie, wykładał na Akademii Rolniczej i w Politechnice Łódzkiej
- Anna (ur. 1920), historyk sztuki, pracowała w poznańskim Muzeum Narodowym jako kurator Galerii Malarstwa Obcego.

## Okres okupacji i pierwsze lata powojenne
W 1939 roku Jerzy Dobrzycki ukończył sześcioklasową szkołę powszechną. Po wysiedleniu całej rodziny z Poznania w grudniu 1939 roku, w ramach akcji oczyszczania terytoriów włączonych do Rzeszy z elementu polskiego, zamieszkał w ówczesnym Generalnym Gubernatorstwie w Piotrkowie Trybunalskim. W latach 1940–1945 uczył się na tajnych kompletach gimnazjalnych i licealnych. Równocześnie od 1943 roku pracował jako pomocnik w kancelarii notarialnej oraz w pobliskiej cukrowni. Egzamin maturalny zdał eksternistycznie w kwietniu 1945 roku w I Państwowym Liceum im. M. Kopernika w Łodzi. W tym samym roku powrócił do Poznania i 1 czerwca został przyjęty na studia w zakresie astronomii na Wydział Matematyczno-Przyrodniczy Uniwersytetu Poznańskiego. Studia ukończył 4 kwietnia 1951 roku, uzyskując stopień magistra filozofii. Dyplom magisterski podpisali ówczesny rektor Kazimierz Ajdukiewicz i dziekan Kazimierz Smulikowski.
Jeszcze w trakcie nauki, w 1948 roku, rozpoczął pracę w uniwersyteckim Obserwatorium Astronomicznym, początkowo w charakterze bibliotekarza, wolontariusza. Dnia 1 grudnia 1949 roku został młodszym asystentem przy Katedrze Astronomii UP, następnie asystentem (od 1 kwietnia 1951), a po ukończeniu studiów – od 1 grudnia 1952 roku – aspirantem przy tej Katedrze. Jak pisał rektor Uniwersytetu Poznańskiego, Dobrzycki (jeszcze przed uzyskaniem magisterium) brał czynny udział w obserwacjach, rachunkach astronomicznych i innych pracach Obserwatorium. W 1949 roku odkrył wspólnie z mgr. A. Kwiekiem nową planetoidę, nazwaną Posnania, włączoną następnie do światowego katalogu małych planet, za co otrzymał nagrodę Ministra Szkolnictwa Wyższego w 1953 roku.
W okresie poznańskim, niezależnie od zajęć dydaktycznych, rozpoczął pracę nad doktoratem. Wykonał szereg prac rachunkowych i obserwacyjnych. Zaprojektował i wykonał aparaturę fotorejestrującą do kół deklinacyjnych koła południkowego. Brał udział w pracach Polskiego Towarzystwa Miłośników Astronomii jako członek zarządu koła poznańskiego. Uczestniczył w pracach komitetów przygotowujących wystawy: obchodów Roku Kopernikowskiego (1953) w Poznaniu (Poznańskie Towarzystwo Przyjaciół Nauk), Dzieje Zegara (Muzeum starodawne) oraz stałą ekspozycję w Muzeum Mikołaja Kopernika we Fromborku. Już wówczas (1955) rozpoczął także współpracę z Komitetem Historii Nauki i Techniki PAN (początkowo Komisją Historii Nauki), a zwłaszcza z jego Zespołem historii astronomii, oraz z Międzynarodową Unią Astronomiczną, dla której opracował bibliografię astronomii polskiej. Została ona zamieszczona w „Bibliographie générale de l’astronomie 1881-1898”. W tym okresie specjalizował się w astrometrii, zwłaszcza zaś w astronomii pozycyjnej i geodezyjnej.
12 listopada 1955 roku zawarł związek małżeński z Marią Jadwigą Staniewską. W grudniu 1955 r. został adiunktem w Zakładzie Astronomii PAN i wraz z żoną przeniósł się do Astronomicznej Stacji Szerokościowej PAN w Borowcu (dawniej Borówcu) w powiecie śremskim, nieopodal Kórnika. Objął tam stanowisko obserwatora. Pracowali wspólnie. Maria Dobrzycka początkowo zatrudniona była w Politechnice Warszawskiej, a następnie w Stacji Zakładu Astronomii. Zorganizowali stałą służbę szerokości (badania wahań biegunów Ziemi), stanowiącą część polskiego programu Międzynarodowego Roku Geofizycznego. Służba szerokości Astronomicznej Stacji w Borowcu weszła też niebawem do międzynarodowej organizacji Service Internationale Rapide des Latitudes.
Od października 1957 roku Dobrzycki prowadził także wizualne obserwacje sztucznych satelitów Ziemi i kontynuował przygotowywanie doktoratu pod kierunkiem ówczesnego kierownika Stacji i szefa Zakładu Astronomii, profesora Józefa Witkowskiego. Witkowski doceniał prowadzone „z prawdziwym zapałem naukowym” obserwacje na teleskopie zenitalnym, dla których nie szczędził „czasu ani sił”. Podkreślał doskonałe wyniki uzyskane przez Dobrzyckiego, które zgadzały się z wynikami międzynarodowej służby szerokości. Cytował również opinię dra N. Stoyko z Obserwatorium Paryskiego: „Les resultats obtenus à Borowiec sont excellents”.

## Zakład Historii Nauki i Techniki PAN w Warszawie (lata 60.)
Od 1956 roku datuje się współpraca Dobrzyckiego z Zakładem Historii Nauki i Techniki PAN i osobiście z profesorem Aleksandrem Birkenmajerem. W nawiązaniu tej współpracy dopomogła mu opracowana wcześniej bibliografia polskiej literatury astronomicznej z lat 1881–1898. Został dokooptowany do grona badaczy przygotowujących zbiorowe dzieło Historia astronomii w Polsce. Prace nad nim trwały przez cały okres lat 60., a zakończone zostały edycją tomu pierwszego dopiero w połowie lat 70. Tom drugi ukazał się w 1983 roku.
Współpraca z Birkenmajerem, najwybitniejszym wówczas znawcą dzieł Kopernika i osobą o niekwestionowanym międzynarodowym autorytecie naukowym, stała się punktem zwrotnym w biografii profesora. Birkenmajer potrafił docenić zalety młodego astronoma, który rzetelną wiedzę w zakresie swej dyscypliny łączył z doskonałą znajomością angielskiego, niemieckiego, francuskiego, łaciny i greki.
W 1960 roku Dobrzycki, po złożeniu egzaminów doktorskich z zakresu astronomii klasycznej wraz z elementami astronomii gwiazdowej i geodezji wyższej z wyznaczania orbit (oraz z materializmu dialektycznego i historycznego), uzyskał stopień doktora nauk matematyczno-fizycznych na Uniwersytecie Adama Mickiewicza w Poznaniu na podstawie pracy „Badanie ruchu komety Holmesa” – Zbliżenie do Jowisza 1906–1913. Jednomyślna, aprobująca obronę, uchwała Rady Wydziału Matematyki, Fizyki i Chemii podjęta została 10 grudnia 1960 roku.
Doktorat był w gruncie rzeczy pracą z astronomii klasycznej i wpisywał się dokładnie w zakres prac dotyczących mechaniki nieba. Niemniej szereg prac Dobrzyckiego, zwłaszcza z zakresu historii astronomii, zbliżały go do badań prowadzonych w warszawskim Zakładzie Historii Nauki i Techniki PAN, kierowanym początkowo przez astronoma, profesora Eugeniusza Rybkę, a de facto przez jego zastępcę, historyka, docenta Jerzego Michalskiego (Rybka, profesor Uniwersytetu Jagiellońskiego i dyrektor obserwatorium astronomicznego, specjalizujący się w fotometrii gwiazdowej i historii astronomii, nie chciał opuścić Krakowa). W grudniu 1960 roku Dobrzycki złożył podanie o przeniesienie służbowe ze Stacji i Zakładu Astronomii PAN do Zakładu Historii Nauki i Techniki PAN w Warszawie. Zgodę na przeniesienie uzyskał 18 maja 1961 roku. Wcześniej jeszcze wniosek Dobrzyckiego poparty został przez kolejnego kierownika Zakładu, profesora Bogdana Suchodolskiego. W piśmie skierowanym do Stefana Żółkiewskiego, sekretarza naukowego PAN, Suchodolski prosił o zaangażowanie dra Dobrzyckiego na etat zwolniony przez profesora Aleksandra Birkenmajera, w związku z jego odejściem na emeryturę. Przywoływał w nim pozytywną ocenę dotychczasowych prac Dobrzyckiego, przedstawioną przez Birkenmajera, i podkreślał konieczność wzmocnienia studiów kopernikańskich. Żółkiewski wniosek ten poparł, uznając prace nad edycją kopernikańską za priorytetowe.
Dnia 1 czerwca 1961 roku Dobrzycki rozpoczął pracę w nowym miejscu. Jako adiunkt pod kierunkiem profesora Birkenmajera, w tak zwanej Sekcji III, prowadził badania nad astronomią średniowieczną, astronomią XV i XVI wieku oraz nad dziełem Kopernika. Opracowywał krytyczne wydania drobnych pism astronomicznych Kopernika oraz przystąpił do prac nad kontynuacją komentarza do De revolutionibus. Zaangażowany został także do prac organizacyjnych związanych ze zbliżającymi się obchodami 500-lecia urodzin Kopernika (1973) – pełnił funkcję sekretarza Comité Nicolas Copernic, międzynarodowego komitetu przygotowującego światowe obchody, powołanego w 1965 roku przez Międzynarodową Unię Historii i Filozofii Nauki (przewodniczył mu prof. Jerzy Bukowski); był też jednym z głównych organizatorów (z ramienia PAN) kongresu „Colloquia Copernicana” (Toruń 1973), podczas którego wygłosił referat The Uppsala Notes. Później, w 1974 roku, został przewodniczącym Komisji Nauki w Dobie Renesansu MUHiFN.
Równolegle przygotowywał pracę habilitacyjną. Kolokwium habilitacyjne miało miejsce na Wydziale Matematyki, Fizyki i Chemii Uniwersytetu Mikołaja Kopernika w Toruniu. Na podstawie oceny ogólnego dorobku naukowego i przedłożonej rozprawy habilitacyjnej zatytułowanej Teoria precesji w astronomii średniowiecznej uzyskał habilitację i stopień naukowy docenta nauk fizycznych w zakresie historii astronomii, zatwierdzony uchwałą Rady Wydziału w dniu 17 listopada 1965 roku. Dyplom podpisali ówczesny rektor, historyk Witold Łukaszewicz, i dziekan, chemik Witold Zacharewicz. Z dniem 1 listopada 1966 roku powołany został przez sekretarza naukowego PAN Witolda Nowackiego na stanowisko samodzielnego pracownika naukowego.
Współpraca z Aleksandrem Birkenmajerem trwała do momentu śmierci profesora w 1967 roku. Kilka lat później Dobrzycki napisał niewielkie studium poświęcone jego działalności w zakresie historii nauki.
W maju 1964 roku Birkenmajer jako przewodniczący Rady Naukowej oraz Suchodolski jako kierownik ZHNiT wnioskowali o przedłużenie kontraktu Dobrzyckiego na dalsze trzy lata. W kwietniu i maju 1963 roku Dobrzycki przebywał na dwumiesięcznym stypendium w École Pratique w Paryżu. Pobyt ten zaowocował kilkoma pracami opublikowanymi w języku francuskim, w tym przede wszystkim tekstem Galileusz a Polska oraz recenzjami. W październiku 1969 roku docent Dobrzycki objął funkcję kierownika Zespołu Historii Nauk Matematyczno-Fizycznych i Chemicznych ZHNiT. Miał wtedy 42 lata. Pięć lat później otrzymał tytuł profesora nadzwyczajnego i został powołany na stanowisko profesora Polskiej Akademii Nauk w Zakładzie Historii Nauki i Techniki.

## Instytut Historii Nauki, Oświaty i Techniki PAN (lata 70.)
W 1974 roku ZHNiT połączony został z Pracownią Dziejów Oświaty PAN. Utworzono wówczas Zakład Historii Nauki, Oświaty i Techniki, a profesor powołany został na stanowisko zastępcy kierownika do spraw naukowych (kierownikiem nowo utworzonej placówki został historyk, profesor Józef Miąso, a jego zastępcą do spraw ogólnych – dr Stanisław Mauersberg, adiunkt w Pracowni Dziejów Oświaty).
Oprócz funkcji dyrektorskiej Dobrzycki kierował także Pracownią Historii Nauk Ścisłych ZHNOiT. W 1977 roku dotychczasowy Zakład przekształcony został w Instytut Historii Nauki, Oświaty i Techniki. Profesora powołano wówczas na stanowisko zastępcy dyrektora do spraw naukowych.
Do utworzenia Zakładu, a następnie Instytutu, przyczyniło się szereg sprzyjających okoliczności, jakie wystąpiły na początku lat 70. PAN rozwijała się jako największa instytucja badawcza w Polsce. Ponieważ ówczesnym władzom zależało na stworzeniu atrakcyjnego obrazu Polski, na rozwój nauki przeznaczano dość znaczne jak na owe czasy fundusze. Obchody roku kopernikowskiego podniosły prestiż i znaczenie badań kopernikańskich. Ta problematyka, budząca międzynarodowe zainteresowanie, pozwalała przedstawiać Polskę na arenie międzynarodowej jako państwo nowoczesne i otwarte na współpracę.
W 1974 roku Bogdan Suchodolski odszedł na emeryturę. Przestał wówczas być, między innymi, przewodniczącym Komitetu Nauk Pedagogicznych PAN i redaktorem „Kwartalnika Pedagogicznego”. Władze Akademii uznały, że jest to dobry moment na scalenie dwóch wspomnianych placówek – ZHNiT i Pracowni Dziejów Oświaty. Dla profesora Dobrzyckiego lata 70. były wyjątkowo twórcze. Wydano drukiem, pod jego redakcją, trzy tomy materiałów toruńskiego kongresu kopernikańskiego (w serii „Studia Copernicana”). W 1975 roku ukazała się edycja łacińska De revolutionibus z komentarzami Birkenmajera i Dobrzyckiego. W tym samym roku ukazał się na łamach „Journal for the History of Astronomy” Jego ważny artykuł poświęcony Commentariolus Kopernika, którego kopia zachowała się w Aberdeen. Ukazały się także prace popularne o Koperniku i astronomii przedkopernikańskiej, w tym napisana razem z Marianem Biskupem monografia Kopernik – uczony i obywatel. Monografia ta, wydana pierwotnie w języku polskim i angielskim, była następnie opublikowana trzykrotnie w Niemczech: w 1973, 1980 i 1983 roku. W 1973 roku ukazała się także w języku japońskim, wchodząc – obok prac innych autorów – w skład książki: Kopernik a współczesność. W 1975 opublikowany został w końcu tom pierwszy Historii astronomii w Polsce, a w 1978 roku krytyczna edycja angielska De revolutionibus Kopernika.
Zwłaszcza ta ostatnia publikacja, świetnie opracowana od strony edytorskiej i profesjonalnie przygotowana przez Dobrzyckiego w zakresie komentarzy i aparatu naukowego, zyskała sobie bardzo wysoką ocenę w kręgach naukowych na całym świecie. Jej entuzjastyczne oceny miały przełożenie na dalsze losy edycji. W 1978 roku książka opublikowana została, równolegle do anglojęzycznego wydania polskiego, w Londynie i w Stanach Zjednoczonych, a następnie w roku 1992 wznowiona w USA. Obecnie jest najpopularniejszym anglojęzycznym wydaniem głównego dzieła Kopernika w wersji profesjonalnej, nadal rozpowszechnianym i kupowanym przez miłośników astronomii, cytowanym w wielu studiach i rozprawach poświęconych astronomii kopernikowskiej.
W końcu lat 70. Dobrzycki został także zastępcą przewodniczącego Komitetu Historii Nauki i Techniki PAN.

## Instytut Historii Nauki PAN (lata 80. i 90.)
W okresie pierwszej „Solidarności” profesor zaangażował się mocno w działalność związkową. W 1980 roku przestał być zastępcą dyrektora IHNOiT PAN, zachowując jedynie stanowisko kierownika Zakładu Historii Nauk Ścisłych i Techniki. W okresie stanu wojennego uczestniczył w strajku pracowników IHN PAN w Pałacu Staszica.
Przygotowywał w tym okresie rozdziały dotyczące historii nauk ścisłych i przyrodniczych do opracowywanego pod redakcją Bogdana Suchodolskiego i Zofii Skubały-Tokarskiej kolejnego tomu Historii nauki polskiej. Został on ostatecznie wydany w 1987 roku. Dobrzycki był autorem wstępu do działu nauk matematyczno-fizycznych oraz części poświęconej dziejom astronomii polskiej w latach 1863–1918. W 1987 roku ukazała się też popularna edycja polska księgi pierwszej dzieła Mikołaja Kopernika O obrotach, wydana profesjonalnie przez Towarzystwo Naukowe w Toruniu, a przygotowana przez Dobrzyckiego. W roku 1994 książka ta została wznowiona.
Koniec lat 80. był kolejnym okresem wzmożonej aktywności naukowej profesora. Ukazały się wówczas dwie publikacje: napisana wspólnie z Tadeuszem Bieńkowskim praca Kierunki rozwoju nauki oraz przygotowany z synem Adamem Atlas nieba gwiaździstego: epoka J2000.0, który szybko stał się przebojem wydawniczym nie tylko w środowisku astronomów i miłośników astronomii. W tym czasie ukazał się też ważny artykuł opublikowany w „Journal for the History of Astronomy”, przygotowany wspólnie z Lechem Szczuckim, na temat recepcji kopernikowskiego Commentariolus w Europie XVI wieku.
W dniu 17 grudnia 1989 roku profesor Dobrzycki został wybrany na stanowisko dyrektora Instytutu na mocy jednomyślnej uchwały Rady Naukowej. Wybór ten został bez zastrzeżeń zatwierdzony przez wiceprezesa i sekretarza naukowego PAN pismem z dnia 11 stycznia 1990 roku.
W 1993 roku nazwę Instytutu skrócono na Instytut Historii Nauki PAN, co profesor postulował od dawna. W ciągu niepełnych dwóch kadencji piastowania stanowiska dyrektora profesor Dobrzycki, dzięki osiągnięciom badawczym placówki, wywalczył dla niej najwyższą kategorię – kategorię A – w rankingu Komitetu Badań Naukowych. Od 1 marca 1990 roku był również kierownikiem Centralnego Programu Badań Podstawowych nr 08.08 pt. Nauka i edukacja w rozwoju narodu i państwa polskiego.
Piastując stanowisko sekretarza generalnego TNW w latach 1992–1995 profesor przyczynił się do zmniejszenia kosztów wydawnictw Towarzystwa. „Roczniki TNW”, w tym kilka zaległych numerów, do których materiały gromadzono jeszcze w latach 80., zaczęto publikować poza Ossolineum.
Pod kierunkiem profesora uporządkowane zostało także archiwum TNW. Po raz pierwszy dokonano weryfikacji listy członów Towarzystwa. Opublikowano wówczas zweryfikowany Spis członków TNW.
Po objęciu stanowiska dyrektora IHN PAN na drugą kadencję z dniem 1 maja 1993 roku, co odbyło się z pewnymi perturbacjami, profesor postanowił przerwać ją w 1995 r. Od 1 listopada 1992 r. był już profesorem zwyczajnym, a od 15 października 1997 roku, w związku ze zmianami wprowadzonymi w stopniach i tytułach naukowych, mianowany profesorem w Instytucie Historii Nauki PAN. Warto dodać, że Rada Naukowa IHNOiT wniosek w sprawie „uzwyczajnienia” profesury Dobrzyckiego przegłosowała prawie jednomyślnie. Rezygnacja z funkcji dyrektora została przyjęta przez ówczesnego wiceprezesa i sekretarza naukowego PAN Andrzeja Wyczańskiego.
Po odejściu z funkcji profesor skoncentrował się na badaniach nad historią astronomii wczesnego renesansu. Zaowocowały one wspólnymi pracami z profesorami Owenem Gingerichem (Harvard) i Richardem Kremerem (Dartmouth College), dotyczącymi między innymi metod badań astronomii tego okresu. Wyniki ich zostały opublikowane w kilku ważnych tekstach, które ukazały się przede wszystkim w „Journal for the History of Astronomy”. Oddają one jedynie w niewielkim stopniu szeroki zakres współpracy i przyjaźni, która – zwłaszcza z Owenem Gingerichem – trwała pomyślnie przez wiele lat.
„Journal for the History of Astronomy” to główne pismo, z którym profesor był związany nie tylko jako członek redakcji, ale także jako autor. Po 1990 roku, oprócz wspomnianych prac napisanych z Gingerichem i Kremerem, opublikował w nim jeszcze kilka innych tekstów. Drugim periodykiem, w którym często publikował, było „Vistas in Astronomy”. Na jego łamach ukazało się wiele prac, w tym kilka autorstwa Dobrzyckiego, poświęconych Kopernikowi i Keplerowi oraz ogólnym problemom astronomii i jej historii. W tym czasie, razem z Tadeuszem Bieńkowskim, wydał pracę Staropolski świat nauki oraz dwa ważne artykuły opublikowane na łamach „Odrodzenia i Reformacji w Polsce”. Napisał również wspomnienie o profesorze Pawle Czartoryskim i opracował hasło o Towarzystwie Naukowym Warszawskim do nowej, sześciotomowej Encyklopedii PWN. Okazjonalnie publikował, jak dawniej, w „Uranii”.
Pochowany został na cmentarzu na Tarchominie.

## Twórczość
Za najważniejsze swoje prace uważał publikacje z zakresu astronomii przedkopernikowskiej i historii astronomii polskiej. Na trwałe zapisały się prace kopernikańskie, w tym angielska edycja dzieła O obrotach zamieszczona w Opera Omnia Kopernika, wydana również w Anglii i USA. Wśród innych książek profesora trwałe miejsce zajęła, napisana razem z Marianem Biskupem, praca o Koperniku, wydana w języku polskim, angielskim, japońskim i trzykrotnie w języku niemieckim, a także biogram Kopernika zamieszczony w Polskim Słowniku Biograficznym.
Ostatnie lata życia poświęcił pracom nad zamykającym edycję tomem „Dzieł wszystkich Mikołaja Kopernika”, zawierającym pisma pomniejsze astronoma, przygotowywanym w ramach grantu prowadzonego przez profesora Andrzeja Wyczańskiego.